# خاویر فسر
خاویر فِسِر (اسپانیایی: Javier Fesser‎؛ زادهٔ ۱۹۶۴ میلادی) یک کارگردان اهل اسپانیا است.
او دانش‌آموختهٔ رشتهٔ «علوم ارتباطات» در دانشگاه کمپلوتنسه مادرید است. برادر او گی‌یرمو فسر هم یکی از روزنامه‌نگاران مشهور کشور اسپانیاست. او برادر کوچکتر آلبرتو فسر، فعال فرهنگی است.
از فیلم‌ها یا مجموعه‌های تلویزیونی که وی در آن‌ها نقش داشته است می‌توان به قهرمانان، کامینو، مورتادلو و فیلمون و معجزه پی. تینتو اشاره نمود.

## جوایز و افتخارات
- ۲۰۰۷ - نامزدِ دریافت جایزه اسکار بهترین فیلم کوتاه اکشن
- ۲۰۰۹ - جایزه گویای «بهترین کارگردانی»
- ۲۰۰۹ - جایزه گویای «بهترین فیلم‌نامه غیراقتباسی»